# Chlopsis slusserorum
Chlopsis slusserorum är en fiskart som beskrevs av Kenneth A. Tighe och Mccosker 2003. Chlopsis slusserorum ingår i släktet Chlopsis och familjen Chlopsidae. Inga underarter finns listade i Catalogue of Life.